# منطقه نیپا-کوتوبو
منطقه نیپا-کوتوبو یکی از منطقه های استان ارتفاعات جنوبی واقع در کشور پاپوآ گینه نو می باشد. مرکز این منطقه نیپا است. چمعیت منطقه مطابق با سرشماری رسمی سال ۲۰۰۰ میلادی ۵۰٬۲۴۳ بوده است. این منطقه خود از ۵ فرمانداری محلی تشکیل می گردد که هر فرمانداری به منظور سهولت در امر آمارگیری خود به چند بخش تقسیم می شود.

## تقسیمات
این منطقه دارای ۵ فرمانداری محلی است که اسامی آن ها به شرح زیر است:
- فرمانداری محلی روستایی دریاچهٔ کوتوبو
- فرمانداری محلی روستایی کوه بوساوی
- فرمانداری محلی روستایی فلات نمبی
- فرمانداری محلی روستایی نیپا
- فرمانداری محلی روستایی پوروما